# Venceslau de Austria
Venceslau de Austria (în germană Wenzel von Österreich; n. 9 martie 1561, Wiener Neustadt, Austria Inferioară, Austria – d. 22 septembrie 1578, Madrid, Madrid⁠(d), Spania), aparținând Casei de Habsburg, a fost Mare Prior al Ordinului Cavalerilor Ospitalieri din Castilia din 1577 până în 1578.

## Biografie
Venceslau a fost fiul împăratului Maximilian al II-lea (1527–1576) și al soției sale, infanta Maria de Spania (1528–1603), fiica împăratului Carol Quintul și a Isabelei de Portugalia.
La vârsta de 9 ani Venceslau, împreună cu fratele său mai mare, arhiducele Albert, au călătorit în Spania unde urma să aibă loc nunta surorii lor, arhiducesa Ana de Austria, cu regele Filip al II-lea al Spaniei. La curtea regală spaniolă arhiducele Venceslau și-a desăvârșit educația și în 1577, la vârsta de 16 ani, a devenit Mare Prior al Ordinului Cavalerilor Ospitalieri din Castilia.
Venceslau a murit un an mai târziu, pe 22 septembrie 1578 la Madrid și a fost înmormântat în Mănăstirea El Escorial.